# Возвращение домой (Остаться в живых)
Возвращение домой (англ. Homecoming) — пятнадцатая серия первого сезона американского телесериала «Остаться в живых». Центральным персонажем серии является Чарли, который вспоминает роман с богатой девушкой и совершает убийство во имя спасения.

## Сюжет

### Воспоминания
Подсев на героин, Чарли в какой-то момент сталкивается с нехваткой денег. По совету своего приятеля Томми он знакомится в баре с девушкой Люси, дочерью состоятельного человека, и закручивает с ней роман. Люси, не подозревая об истинных целях Чарли, знакомит его с отцом и помогает устроиться менеджером по продаже копировальных аппаратов в отцовскую компанию, а также покупает ему хороший костюм и дорогой дипломат. Сначала он искренне хочет исправиться и даже на некоторое время бросает наркотики. Однако в первый же день работы у него начинается ломка, и Чарли стошнило на глазах у клиентов.  В довершение всего, в его кармане находят антикварный портсигар Уинстона Черчилля, который Чарли, поддавшись порыву, украл из квартиры Люси. После этого Чарли увольняют, а Люси порывает с ним.

### События
Локк и Бун находят Клер у лагеря. Она выглядит испуганно. Оказывается, что Клер частично потеряла память. Она забыла все, что случилось с ней после вылета из Сиднея, в том числе свои отношения с Чарли и пребывание в плену у Итана. Чарли отдает девушке её дневник, надеясь, что он поможет вернуть память, и рассказывает, что произошло в тот день, когда на них напал Итан. Затем, когда Чарли и Джин идут по лесу, неожиданно появляется Итан. Вырубив Джина, он обещает начать убивать спасшихся по одному в день в случае, если ему не вернут Клер. Все выжившие переходят в первый, береговой лагерь. Локк организовывает его охрану. Но Итан ночью пробирается туда по океану. Он убивает одного из выживших — Скотта.
У него сломана шея и переломаны руки. После похорон Клер обеспокоена тем фактом, что спасшиеся сторонятся её. Не понимая, в чём дело, она требует ответа у Чарли. Джек, Локк и Саид, как лидеры, решают не защищаться, а атаковать. Для этого Джек намеревается использовать четыре пистолета Марса. К ним присоединяется Сойер, а также Кейт, так как ещё один пистолет был у Сойера. Клер соглашается быть приманкой для Итана, хотя Чарли выступает против. Они впятером должны накинуться на Итана, когда тот появится. Клер идет к Итану. Он действительно ждёт её. Клер пугается и убегает от него, на Итана набрасывается Джек, между ними завязывается драка, и в итоге побеждает Джек, а на Итана нацеливаются 4 пистолета. Но он не успевает ничего сказать, как Чарли, который подобрал пистолет Джека, выпускает в Итана шесть пуль. Итан умирает, так ничего и не сказав, и остаётся для всех загадкой. Позже, в пещерах, к Чарли подходит Клер и говорит что начинает вспоминать их отношения.

## Роли второго плана
- Сэлли Стрекер — Люси Хизертон
- Уильям Мэйпотер — Итан Ром